# Consulte des comités nationalistes
La Consulte des Comités Nationalistes (CCN) était un parti politique qui se réclamait du nationalisme corse, fondé en mars 1980 et était considéré comme la vitrine légale du FLNC. Après avoir été dissous en Conseil des ministres le 27 septembre 1983, il a été remplacé par le Mouvement corse pour l'autodétermination le 2 octobre 1983.